# Fairchildimyia penai
Fairchildimyia penai är en tvåvingeart som beskrevs av Philip och Coscaron 1971. Fairchildimyia penai ingår i släktet Fairchildimyia och familjen bromsar. Inga underarter finns listade i Catalogue of Life.